# Chiesa di Sant'Andrea (Cefalù)
L'ex chiesa di Sant'Andrea è un edificio religioso di Cefalù.

## Descrizione
Sorge in fondo a via Porto Salvo, quasi in asse con Porta Pescara o Porta di Mare. La chiesa apparteneva al convento dei frati Minori Osservanti, fondato nel 1560 presso la precedente chiesa di Santa Maria di Porto Salvo. Il convento è oggi scomparso e la chiesa è sconsacrata e utilizzata come sede dell'"Associazione dei marinai d'Italia"; ne restano visibili comunque i due portali architravati.